# Gleye
Die Bodenklasse Gleye (norddeutsch: Kleie, lateinisch: clia) enthält grundwasserbeeinflusste Böden, die grob gesehen weder an der Küste noch in Auen oder Mooren liegen. Die Gleye werden in vier Bodentypen unterteilt. Von den Gleyen wird der Pseudogley deutlich getrennt, da er ein Staunässeboden ist und eine andere Entstehungsgeschichte hat.

## Entstehung und Verbreitung
Liegt oberflächennahes Grundwasser an, so kommt es in der Regel zur Vergleyung. Dies ist in Flusstälern oder Niederungen der Fall, kann aber in regenreichen Gebieten auch in abflussträgen Lagen auftreten. Da die Bildung der Gleye durch die Anwesenheit von Grundwasser bestimmt ist, sind sie azonale Böden, also Böden, die weltweit unabhängig von Landschaft oder Klima auftreten. Auch ihre Bodenart kann je nach Lage divers sein.
Gleye stehen unter einem stärkeren Grundwassereinfluss als die Auenböden. Der mittlere Grundwasserstand liegt hier bei weniger als 0,8 m unter der Geländeoberfläche, bei einer Schwankung von meist 0,5 – 1,0 m, kann aber unter Umständen auch bis an die Oberfläche reichen. Die unterschiedlichen Bodentypen der Gleye werden auf Grund des Humusgehaltes im Oberboden und der Höhe des Grundwasserspiegels bestimmt.
- Grundwasser tiefer als 4 dm und weniger als 15 % Humus – (Norm-)Gley
- Sehr hoch anstehendes Grundwasser und weniger als 15 % Humus – Nassgley
- Sehr hoch anstehendes Grundwasser und 15 % bis 30 % Humus – Anmoorgley
- Sehr hoch anstehendes Grundwasser und mehr als 30 % Humus, jedoch weniger als 30 cm Torfauflage – Moorgley

In der internationalen Bodenklassifikation (WRB) werden sie meist als Gleysols angesprochen, seltener auch als Fluvisols.

## Horizontierung
Gleye haben idealtypisch die Horizontierung A/Go/Gr. Ihnen fehlt in der Regel der durch Verwitterung verbraunte und verlehmte Unterbodenhorizont (Bv) der Braunerden völlig. Bei Anmoorgleyen und Moorgleyen kann der Go-Horizont fehlen.
Der A-Horizont (Mineralischer Oberbodenhorizont) ist oft oberhalb des Grundwassereinflusses.
Darunter folgt der Oxidationshorizont (Go). Er ist bereits vom Grundwasser beeinflusst, enthält aber noch Sauerstoff und ist durch rostrote Flecken (Marmorierung) und Konkretionen von höherwertigen Eisen- und Manganverbindungen  gekennzeichnet (Raseneisenstein und Manganstippigkeit). In ihn dringt das Wasser nur durch vorübergehende Änderungen des Grundwasserspiegels oder Kapillarkräfte ein.
An den Go-Horizont schließt sich der Reduktionshorizont (Gr) an, in dem sauerstofffreie, anaerobe Bedingungen herrschen. Er ist fahlgrau bis grün oder blauschwarz und ständig im Grundwasserbereich.
Diese Horizontaufteilung entsteht durch aufsteigendes Grundwasser. Für die Einstufung in die Klasse der Gleye müssen die durch das Grundwasser hervorgerufenen Merkmale wie Rostflecken, in den obersten 4 dm des Bodens nachweisbar sein. Bei Tiefen zwischen 4 dm und 8 dm liegen Übergänge zu den Auenböden beziehungsweise zu den terrestrischen Böden vor, die dann z. B. als vergleyte Braunerde bezeichnet werden.

## Eigenschaften und Nutzung
Durch den hohen und schwankenden Grundwasserstand sind Gleye im Winter und im Frühjahr nass, luftarm und kalt, im Sommer und im Herbst trocken, rissig und fest. Ihr Nährstoffvorrat ist vergleichbar mit dem der Vega (Brauner Auenboden), wobei aber eine geringere Verfügbarkeit gegeben ist. In der Regel sind Gleyböden etwas nährstoffreicher als die Böden ihrer Umgebung.
Als natürliche Vegetation würde sich aufgrund des großen Wasservorrates eine Weichholzaue aus wasserbedürftigen Baumarten einstellen (Erlen, Pappeln, Eschen).
Da viele Gleye nur in Senken und Flutmulden vorkommen und dort oft noch in Übergangsformen zur Vega, werden die ackerbaulichen Nachteile des hohen Grundwasserstandes zu Gunsten einer möglichst großflächigen und einheitlichen Schlaggestaltung in Kauf genommen. Je nach Bodenart und Lage liegen nach einer Trockenlegung sehr diverse Bodenwertzahlen vor. Oft werden sie als Grünlandstandorte genutzt.